# Narguiz Gurbanova
 (mars 2025).
Narguiz Gurbanova (en azeri : Nərgiz Akif qızı Qurbanova; née en 1975) est une diplomate azerbaïdjanaise, Ambassadrice d'Azerbaïdjan en Pologne depuis 2021.

## Éducation
Narguiz Akif gizi Gurbanova est diplômée de l'Université d'État de Bakou (BSU) en 1990-1994, avec une spécialisation en « Relations internationales ». Narguiz Gurbanova obtient une maîtrise en « Relations internationales » de la même université en 1995-1997, et une maîtrise en « Gestion internationale » de l'Université Western en 1997-1999. 
Narguiz Gurbanova étudie également le « Droit international » à l'Université de Nice, en France, et le « Commerce international » à l'Université de Jönköping, en Suède. En 2014, elle obtient PhD de l'Université de Vienne, en Autriche. 

## Service diplomatique
N.Gurbanova dirige le Département de la coopération économique et du développement au Ministère des Affaires étrangères (Azerbaïdjan). Elle travaille ensuite à l'Ambassade d'Azerbaïdjan en Autriche et à l'Ambassade d'Azerbaïdjan aux États-Unis comme conseillère, chargée d'affaires et chef de mission adjointe.
En 2016-2021, N. Gurbanova occupe le poste de l’Ambassadrice extraordinaire et plénipotentiaire d'Azerbaïdjan en Bulgarie. 
Le 8 janvier 2021, Narguiz Gurbanova est nommée ambassadrice d'Azerbaïdjan en Pologne par décret présidentiel, succédant à Hasan Hasanov. 